# 결정 경계
두 개의 계층을 가지고 있는 통계적인 분류 문제에서, 결정 경계는 기본 벡터공간을 각 클래스에 대하여 하나씩 두 개의 집합으로 나누는 초표면이다. 분류기는 결정 경계의 한쪽에 있는 모든 점을 한 클래스, 다른 한쪽에 있는 모든 점을 다른 클래스에 속하는 것으로 분류한다.
결정 경계는 출력 계층이 모호한 문제 공간의 영역이다. 만약 결정표면이 초평면이라면, 분류문제는 선형이며 그 계층들은 선형적으로 분리가능하다.
결정 경계가 항상 명확한 것은 아니다. 즉 특징 공간안에서의 한 계층으로부터 다른 계층으로의 전이는 불연속적인 게 아니라 점진적이다. 이 효과는 계층들이 모호할 때 퍼지 논리 기반의 분류 알고리즘에서 보편적이다.